# محوطه بابارشنه
محوطه بابارشن مربوط به هزاره ۱- دوران‌های تاریخی پس از اسلام است و در شهرستان نمین، بخش مرکزی، روستای خشه حیران واقع شده و این اثر در تاریخ ۲۴ تیر ۱۳۸۲ با شمارهٔ ثبت ۹۱۶۴ به‌عنوان یکی از آثار ملی ایران به ثبت رسیده است.آرامگاه باباروشن در ۶ کیلومتری شرق نمین و ۲ کیلومتری روستای خشه حیران با دره ای سرسبز و جنگلی، چشمه آبمعدنی و درخت بلوط کهنسال قرار دارد. 